# Придворци (Горњи Вакуф-Ускопље)
Придворци је насељено место у Босни и Херцеговини у општини Горњи Вакуф-Ускопље. Административно припада Федерацији Босне и Херцеговине, односно њеном Средњобосанском кантону. Према попису становништва из 2013. у насељу је било 341 становника, а већинско становништво у насељу били су Бошњаци.

## Становништво
По последњем службеном попису становништва из 2013. године у насељу Придворци живело је 341 становника, а село је било етнички хомогено са већинском бошњачком популацијом.
| Националност | 2013. | 1991.        | 1981.        | 1971.        |
| Бошњаци      | —     | 408 (99,51%) | 375 (97,40%) | 392 (100,0%) |
| Хрвати       | —     | 0            | 6 (1,55%)    | 0            |
| Срби         | —     | 0            | 0            | 0            |
| Југословени  | —     | 0            | 1 (0,26%)    | 0            |
| остали       | —     | 2 (0,48%)    | 3 (0,77%)    | 0            |
| Укупно       | 341   | 410          | 385          | 392          |